# Eleuterna
Eleuterna (en grec antic: Ἐλεύθερνα; en grec modern, Ελέφθερνα, Eleftherna) fou una important ciutat de Creta al nord-oest del mont Ida, a uns 50 estadis del port d'Astale i de Sibrita. Va ser aliada de Cnossos fins que els pobles de Polirrènia i de Lampa la van obligar a trencar l'aliança, diu Polibi.
Segons Esteve de Bizanci la seva fundació es devia als mítics curets, que tenien el do de la profecia i van explicar a Minos com podia tornar a la vida el seu fill Glauc. Dió Cassi explica una estranya història sobre un grup de traïdors que van entregar la ciutat al romà Quint Metel Crètic obrint una bretxa en una torre de la muralla desfent-la mitjançant vinagre. En temps del geògraf Hièrocles, (segle vi) encara existia.

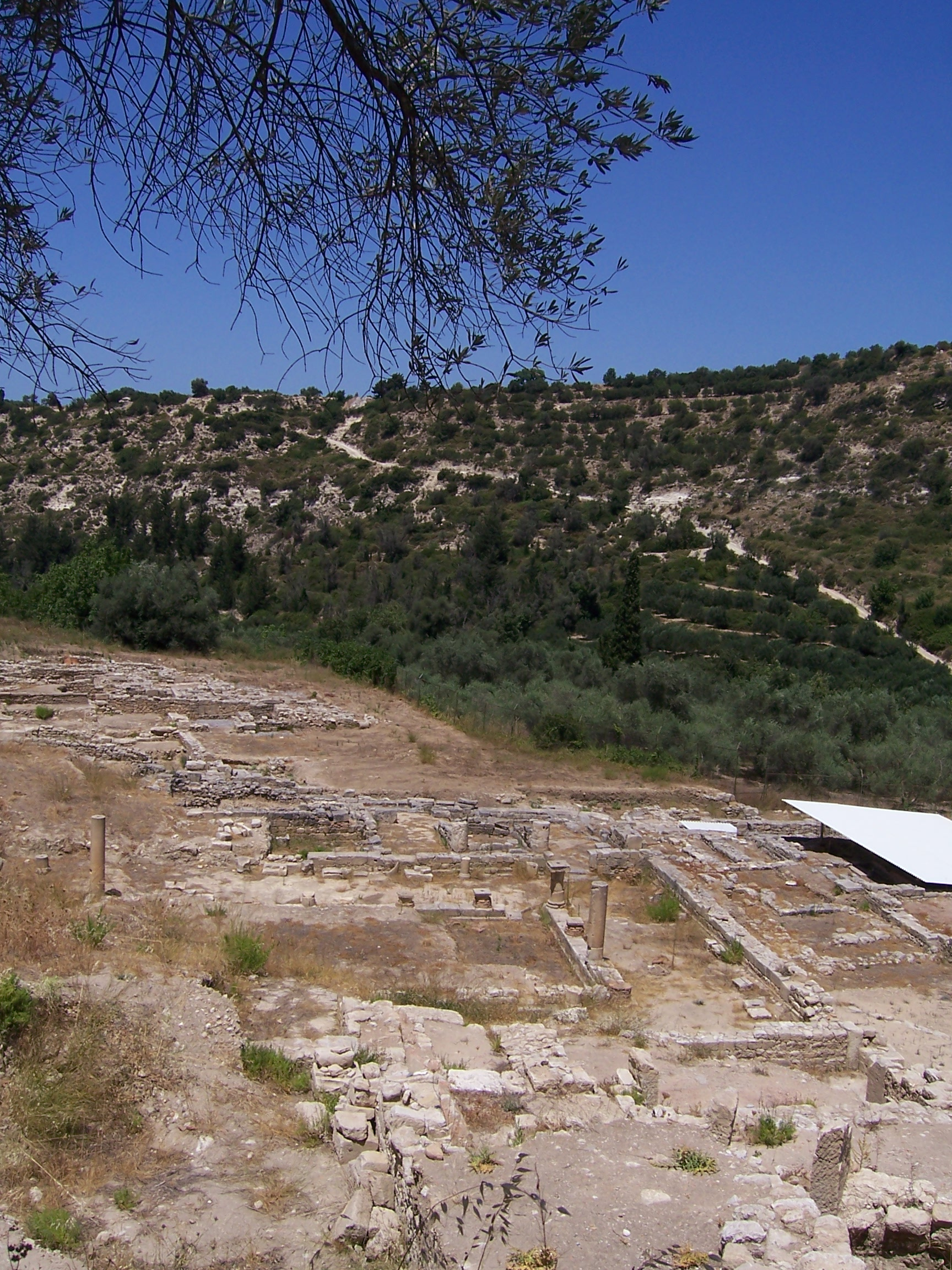
Jaciment arqueològic d'Eleuterna

Un manuscrit venecià del segle xvi diu que les restes d'aquesta ciutat eren enormes i sorprenia el poder i les riqueses d'un poble que es podia permetre edificar monuments tan senyorials. Queden unes restes en un turó aproximadament a 1 km al sud del poble modern d'Eléftherna, a uns 8 km al nord-est del monestir d'Arkadi (Moní Arkadiu), dins l'actual municipi de Réthimno.